# Doenitzius
Doenitzius este un gen de păianjeni din familia Linyphiidae.
Cladograma conform Catalogue of Life:
| Doenitzius | \| \| Doenitzius peniculus \| \| \| \| \| \| Doenitzius pruvus \| \| \| \| |
|            | \| \| Doenitzius peniculus \| \| \| \| \| \| Doenitzius pruvus \| \| \| \| |
|            | Doenitzius peniculus                                                       |
|            |                                                                            |
|            | Doenitzius pruvus                                                          |
|            |                                                                            |